# Frankfort (Kentucky)
Frankfort (genannt auch The Big Bend) ist die Hauptstadt des Bundesstaates Kentucky in den Vereinigten Staaten.
Mit 28.602 (Stand: Volkszählung 2020) Einwohnern innerhalb des eigentlichen Stadtgebietes ist die Mittelstadt nur auf Platz 13 der größten Städte in Kentucky und somit deutlich kleiner als die Metropolen von Kentucky, Louisville und Lexington. Allerdings liegt die Stadt relativ zentral im Städtedreieck zwischen den beiden genannten Städten und Cincinnati, Ohio im Nordosten des Staates, sodass deren Flughäfen innerhalb von 30 bis 95 Minuten zu erreichen sind. Durch die Stadt fließt der Kentucky River, der sie in vier Stadtgebiete unterteilt.

## Geschichte

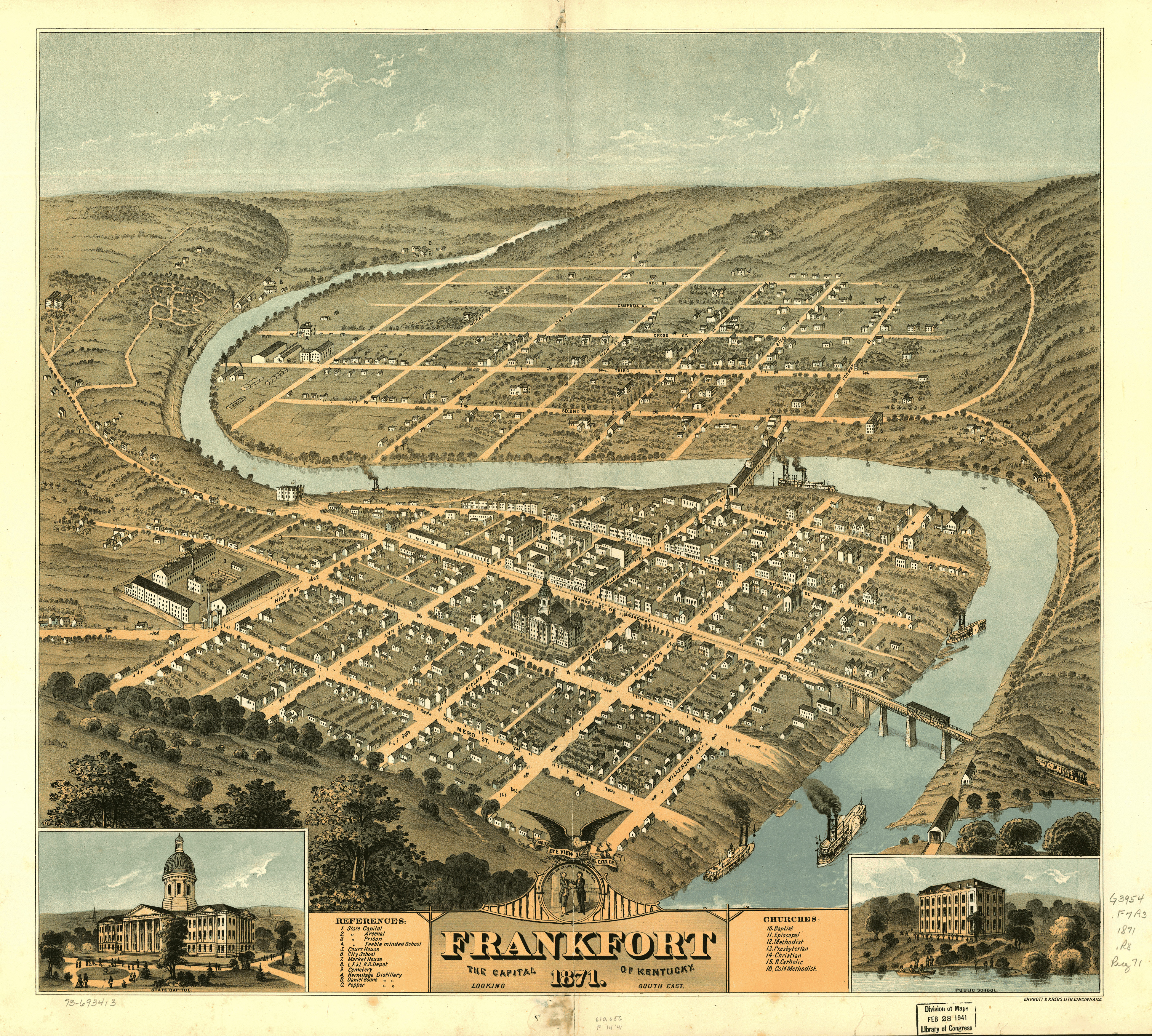
Vogelperspektive Frankforts (1871)

Als Gründer der Stadt gilt der General James Wilkinson, der 1786 260 Acre Land nördlich des Kentucky River erwarb. Dieses Gebiet ist heute Downtown Frankfort. Der Name der Stadt stammt vermutlich vom Pionier Stephan Frank, der 1780 an einer Furt des Kentucky Rivers von Indianern getötet wurde. 1792 wurde Frankfort Hauptstadt des neu gegründeten Staates Kentucky.
Bei den Wahlen zum Gouverneur im Jahr 1899 kam es zu Unruhen aufgrund des engen Wahlausgangs. Der Republikaner William S. Taylor erhielt zwar mehr Stimmen als sein demokratischer Herausforderer William Goebel, doch die General Assembly, das demokratisch dominierte Parlament Kentuckys, machte in einer Untersuchungskommission viele Wählerstimmen für Taylor ungültig. Goebel wurde zum neuen Wahlsieger erklärt. Es kam zu Unruhen zwischen Anhängern beider Seiten. Am 30. Januar 1900 wurde William Goebel in Frankfort auf dem Weg zu seiner Amtseinführung angeschossen und starb kurz darauf an seinen Verletzungen. Noch am Krankenbett wurde er vereidigt und war drei Tage bis zu seinem Tod Gouverneur von Kentucky.

## Bildung
In Frankfort sitzt die Kentucky State University. Die Stadt ist in zwei Schulbezirke unterteilt und hat drei öffentliche High Schools und eine private High School. In Frankfort ist der Heimunterricht weit verbreitet.

## Wirtschaft
Frankfort beherbergt diverse Bourbon-Whiskey-Destillerien (etwa National Distillers mit „Old Taylor“).

## Sehenswürdigkeiten

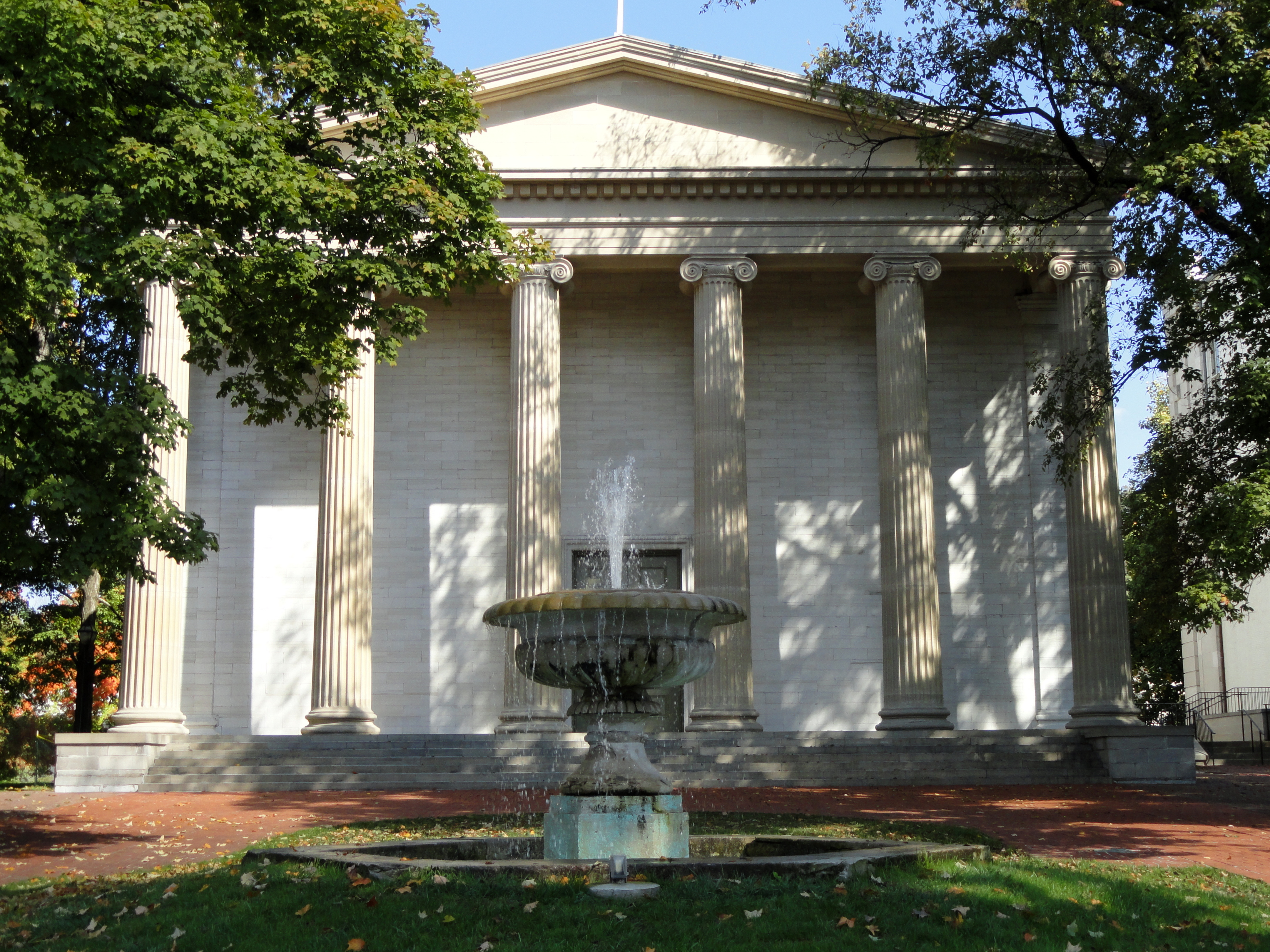
Old State Capitol (2012)

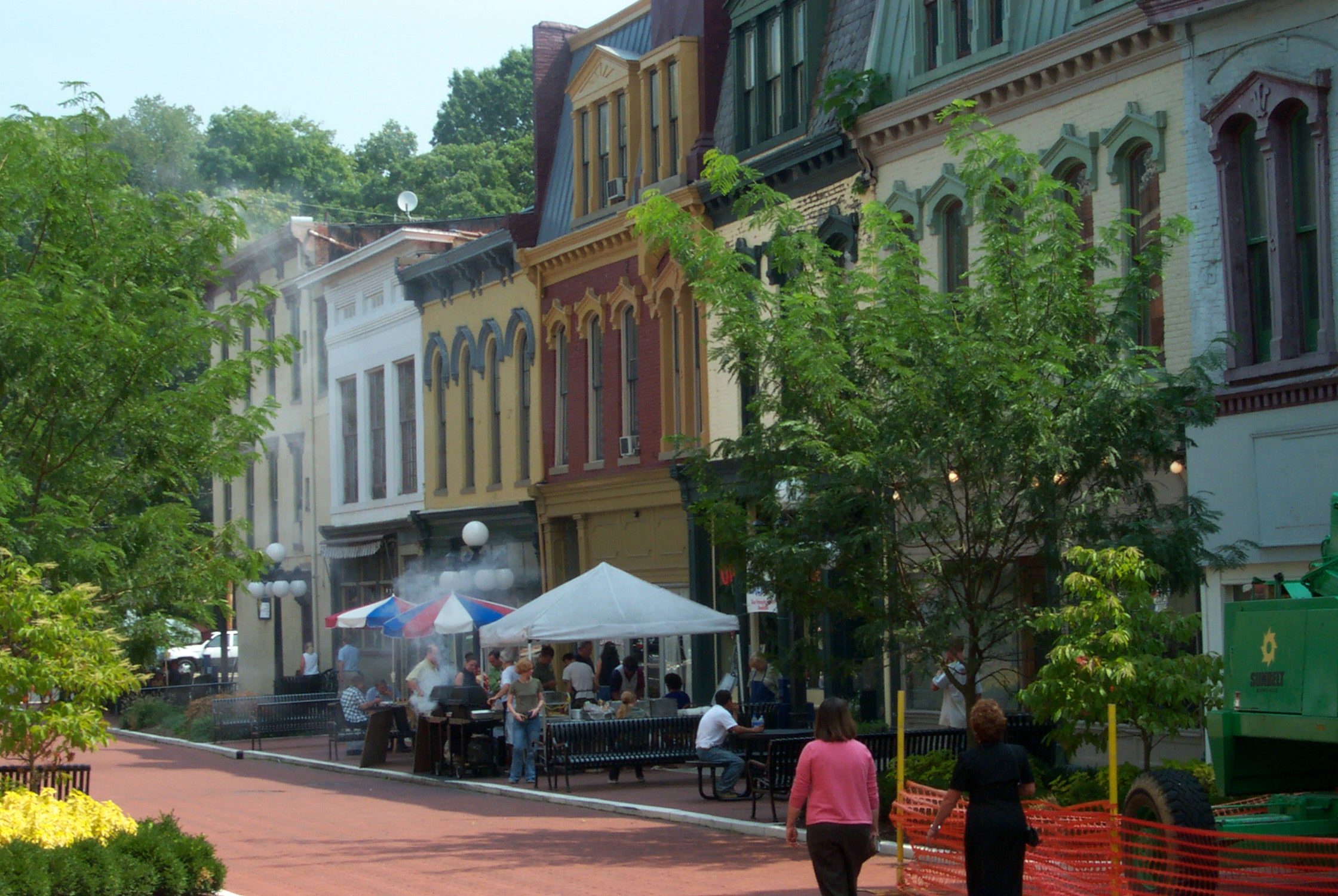
Downtown Frankfort

Zwei Orte in Frankfort haben den Status einer National Historic Landmark, die Liberty Hall und das  Old State Capitol. 47 Bauwerke und Stätten der Stadt sind im National Register of Historic Places (NRHP) eingetragen (Stand 4. November 2018); zu nennen sind etwa:
- Grabstätte Daniel Boones, des Vorbildes für James Fenimore Coopers Lederstrumpf und im wirklichen Leben "Held" der Indianerkriege (215 East Main Street). Er gilt als "Vater" des Bundesstaates Kentucky.
- Buffalo Trace Distillery (nur eine von vielen Brennereien).
- Switzer Covered Bridge, Hwy. 1261 Switzer, off Hwy. 460 East. Ein gutes Beispiel für die mit einem Dach bedeckten Holzbrücken aus der Mitte des 19. Jahrhunderts. Diese Brücke ist die letzte dieser Art, die noch in Kentucky besteht.
- Frank Lloyd Wright – Zeigler House, 509 Shelby Street. Der berühmte Architekt entwarf dieses Privathaus für den Reverend Jesse Zeigler 1910 im Prärie-Stil. Es ist zudem das einzige Exemplar Wrights in Kentucky.

## Söhne und Töchter der Stadt
- William H. Hunter († 1842), Politiker
- Thomas Carlin (1789–1852), Gouverneur des Bundesstaates Illinois
- Thomas F. Marshall (1801–1864), Politiker
- John Cummins Edwards (1806–1888), Gouverneur des Bundesstaates Missouri
- John J. Hardin (1810–1847), Politiker
- Humphrey Marshall (1812–1872), Offizier und Politiker
- William Wirt Adams (1819–1888), Brigadegeneral der Konföderierten Staaten von Amerika im Sezessionskrieg
- Daniel Weisiger Adams (1821–1872), Brigadegeneral der Konföderierten Staaten von Amerika im Sezessionskrieg
- George Graham Vest (1830–1904), Politiker
- Evan E. Settle (1848–1899), Politiker
- Albert B. Fall (1861–1944), US-Senator und Innenminister der Vereinigten Staaten
- John Glover South (1873–1940), Diplomat
- Bob Custer (1898–1974), Schauspieler, vor allem in B-Western
- Stuart Robertson (* 1943), Spezialeffektkünstler und VFX Supervisor
- Crit Luallen (* 1952), Politiker
- George Costello Wolfe (* 1954), Dramatiker und Theater- und Filmregisseur
- Miss Elizabeth (1960–2003), Darstellerin im Wrestling
- Logan Woodside (* 1995), American-Football-Spieler

## Partnerstädte
- San Pedro de Macorís, Dominikanische Republik